# Биатлон на Зимским олимпијским играма 2014 — штафета за жене
Такмичење штафета у женској конкуренцији на Зимским олимпијским играма 2014. у Сочију одржано се на комплексу за скијашко трчање и биатлон Лаура у Красној Пољани, Краснодарском крај 60 км удаљоној од Сочија 21. фебруара, 2014. са почетком у 18:30 часова по локалном времену.
Украјина је освојила своју прву златну олимпијску медаљу у биатлону (другу златну зимску олимпијску медаљу, прва 1994 у уметничком клизању) испред Русије и Норвешке и постала четврта земља, после Француске, Русије и Немачке које је освајала златну олимпијску медаљу у биатлонској женској штафети.
Први пут Немачка није успела да се попне на победничко постоље у овој дисципливни на олимпијским играма. Франциска Пројс, која је скијала прву измени, пала је у току вожње и сломила штап, после чега Немачка није имала шансу за медаљу. Мари Лор Брине, прва измена француске штафете је пала, тако да француска штафета није завршила трку.

## Правила такмичења
Екипа се стастоји од 4 биатлонке, од којих свака трчи 6 километара, са два гађања; једно у лежећем и једно у стојећем ставу. За свако гађање (5 мета) такмичарка има 8 метака, од којих 5 иду у шанжер, а преостала три (уколико буду потребни) морају се ручно напунити. Уколико и после испуцаних 8 метака, има непогођених мета, трчи се казнени круг од по 150 м за сваи промашај. Прве такмичарке свих екипа крећу у исто време, а свака следећа, зависно од тога којим редом њена претходница из екипе стигне на место предаје штафета. Предаја се врши додиривањем, на било ком месту на телу, у „зони“ предаје дугој 50 метара. Предају надгледају посебне судије. Прво гађање, прве такмичарке је на мети која одговара стартном броју штафете, а друго по редоследу стизања на гађање.

## Допинг
Према одлуци МОК 28. новембра 2017. руској биатлонки Олги Виљухини je доживотно дисквалификована и одузета јој је сребрна олимпијскa медаља због употребе недозвољених средтава (допинг). Такође је дисквалификована и њена репрезентативна колегица Јана Романова.
 Три дана касније 1 децембра 2017. дисквалификована је још једна руска биатлонка Олга Заајцева

## Земље учеснице
Учествало је 68 биатлонки (17 штафета) из 17 земаља.
1. Белорусија 4
2. Канада 4
3. Кина 4
4. Чешка 4
5. Естонија 4
6. Француска 4
7. Немачка 4
8. Италија 4
9. Јапан 4
10. Казахстан 4
11. Норвешка 4
12. Пољска 4
13. Русија 4
14. Словачка 4
15. Швајцарска 4
16. Украјина 4
17. Сједињене Америчке Државе 4

## Резултати
| Пласман | Ст. бр | Земља                                                                                    | Време                                     | Промашаји (Л+С)                          | Заостатак |
| ------- | ------ | ---------------------------------------------------------------------------------------- | ----------------------------------------- | ---------------------------------------- | --------- |
|         | 2      | Вита Семеренко · Јулија Џима · Ваљ Семеренко · Olena Pidhrushna · Украјина               | 16:56,4 17:16,3 17:40,9 18:08,9 1:10:02,5 | 0+0 0+1 0+0 0+0 0+0 0+3 0+1 0+0 0+1 0+4  | —         |
| DSQ     | 3      | Јана Романова · Олга Зајцева · Јекатерина Шумилова · Олга Виљухина · Русија              | 16:56,3 17:43,2 17:43,3 18:06,1 1:10:28,9 | 0+0 0+1 0+1 0+1 0+0 0+0 0+0 0+1 0+1 0+3  | +26,4     |
|         | 4      | Фани Веле-Странд Хорн · Тирил Екхоф · Ан Кристин Флатланд · Тора Бергер · Норвешка       | 17:40,5 16:57,9 17:43,6 18:18,1 1:10:40,1 | 0+1 0+2 0+0 0+1 0+0 0+0 0+0 0+1 0+1 0+4  | +37,6     |
| 4.      | 10     | Ева Пушкарчикова · Габријела Соукалова · Јитка Ландова · Вероника Виткова · Чешка        | 17:54,2 16:30,6 18:42,4 18:18,5 1:11:25,7 | 0+2 0+2 0+0 0+2 0+3 0+2 0+2 0+1 0+7 0+7  | +1:23,2   |
| 5.      | 6      | Људмила Калинчик · Надежда Скардино · Надзеја Писарева · Дарја Домрачева · Белорусија    | 18:39,0 17:38,3 18:02,1 17:14,0 1:11:33,4 | 0+2 1+3 0+0 0+1 0+2 0+0 0+0 0+0 0+4 1+4  | +1:30,9   |
| 6.      | 8      | Доротеја Вијерер · Никол Гонтијер · Микела Понца · Карин Оберхофер · Италија             | 16:49, 18:46,0 18:06,5 18:01,1 1:11:43,3  | 0+2 0+1 1+3 0+3 0+0 0+0 1+5 0+4          | +1:40,8   |
| 7.      | 14     | Сузан Данкли · Хана Драјсигакер · Сара Студебејкер · Анелис Кук · САД                    | 1:12:14,2 17:02,6 18:08,3 17:55,6 19:07,7 | 0+7 0+6 0+2 0+1 0+3 0+3 0+0 0+0 0+2 0+2  | +2:11,7   |
| 8.      | 7      | Розана Крофорд · Меган Имри · Маган Хајнике · Зина Кочер · Канада                        | 17:20,7 17:41,7 17:38,1 19:41,0 1:12:21,5 | 0+2 0+1 0+2 0+2 0+0 0+0 0+2 2+3 0+6 2+6  | +2:19,0   |
| 9.      | 12     | Селина Гаспарин · Елиза Гаспарин · Аита Гаспарин · Irene Cadurisch · Швајцарска          | 17:17,6 17:55.8 17:56.1 19:24,8 1:12:34,3 | 0+3 0+1 0+0 0+1 0+3 0+0 0+6 0+3          | +2:31,8   |
| 10      | 11     | Кристина Палка · Магдалена Гвиздоњ · Вероника Новаковска-Земњак · Моника Хојниш · Пољска | 19:39,0 17:06,8 17:21,7 18:26,9 1:12:34.4 | 4+3 0+1 0+0 0+1 0+2 0+0 0+0 0+1 4+5 0+3  | +2:31,9   |
| 11      | 1      | Франциска Пројс · Андреа Хенкел · Франциска Хилдебранд · Лаура Далмајер · Немачка        | 19:46,7 17:25,1 17:59,4 18:33,0 1:13:44.2 | 0+3 0+1 0+1 0+0 0+0 0+0 0+5 0+1          | +3:41,7   |
| 12      | 13     | Галина Вишњевска · Јелена Хрусталева · Дарја Усанова · Марина Лебедева · Казахстан       | 17:36.6 18:35.5 18:17.4 21:25.2 1:15:54,7 | 0+0 0+2 0+2 0+2 0+0 0+2 0+3 0+2 0+5 0+8  | +5:52,2   |
| 13      | 17     | Фијуко Сузуки · Јуки Накајама · Мики Кобајаши · Рина Сузуки · Јапан                      | 17:33,2 18:47,0 19:23,3 Круг *            | 0+0 0+1 0+2 0+2 0+1 0+1 0+3 0+1 0+6 0+5  |           |
| 14      | 9      | Јана Герекова · Паулина Фијалкова · Terézia Poliaková · Мартина Храпанова · Словачка     | 17:51.3 18:57.7 19:48.0 Круг              | 0+2 1+3 1+3 0+2 3+3 0+0 0+3 0+3 4+11 1+8 |           |
| 15      | 16     | Сунг Чаоћинг · Zhang Yan · Tang Jialin · Song Na · Кина                                  | 18:40,2 18:41,1 18:40,0 Круг              | 0+1 0+2 0+2 0+0 0+0 0+1 0+3 0+2 0+6 0+5  |           |
| 16      | 15     | Кдри Лехтла · Grete Gaim · Дарија Јурлова · Johanna Talihärm · Естонија                  | 18:03,8 19:14,8 19:58,1 Круг              | 0+2 0+1 0+1 0+1 0+2 1+3 0+0 0+3 0+5 1+8  |           |
| —       | 5      | Мари Лор Брине · Мари Дорен Абер · Анаис Шевалије · Анаис Бескон · Француска             |                                           |                                          | DNF       |

- Круг = Такмичарка престигнута за цео круг и нема резултат.